# قارچ چتری

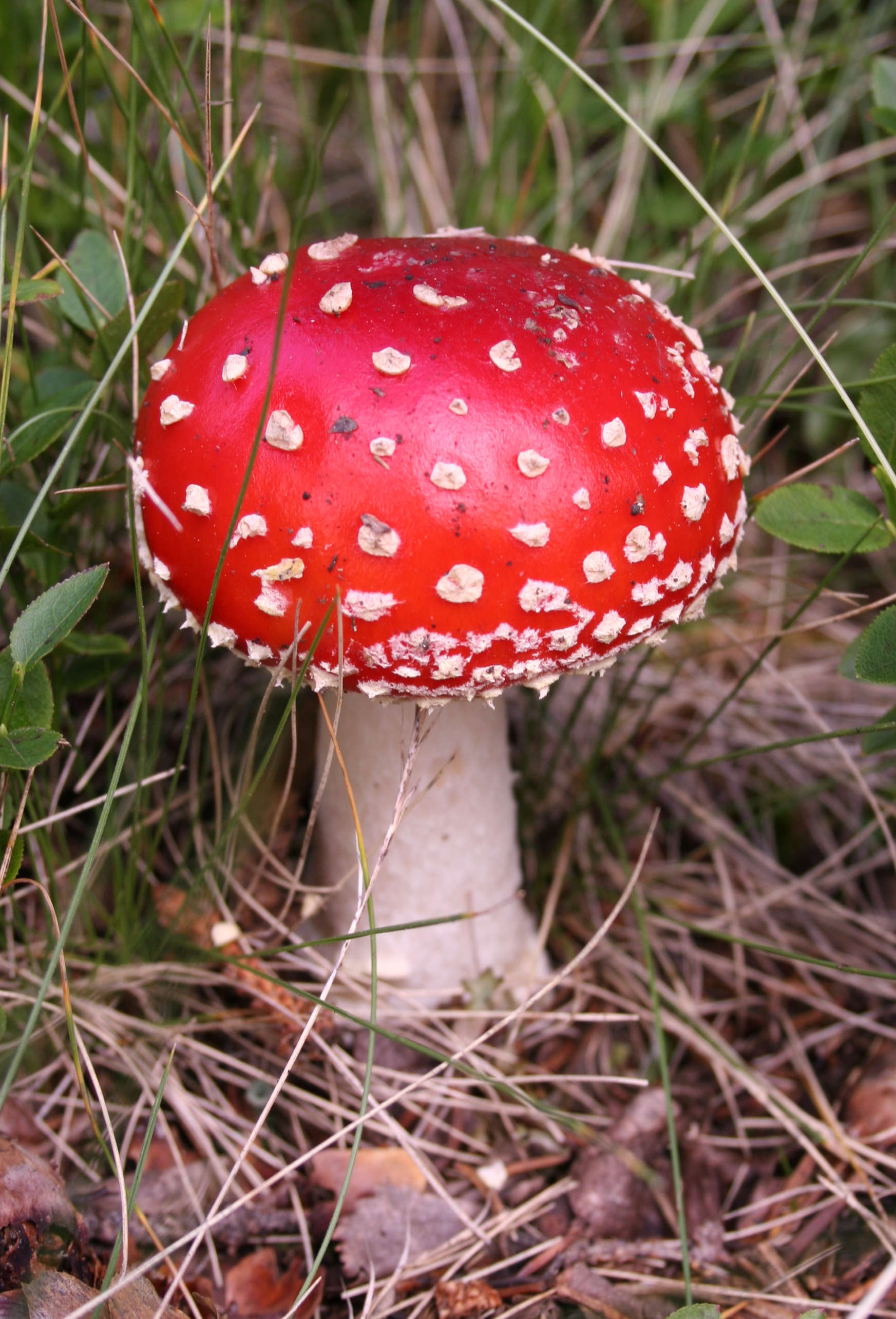
سماروغ آمانیتا موسکاریا

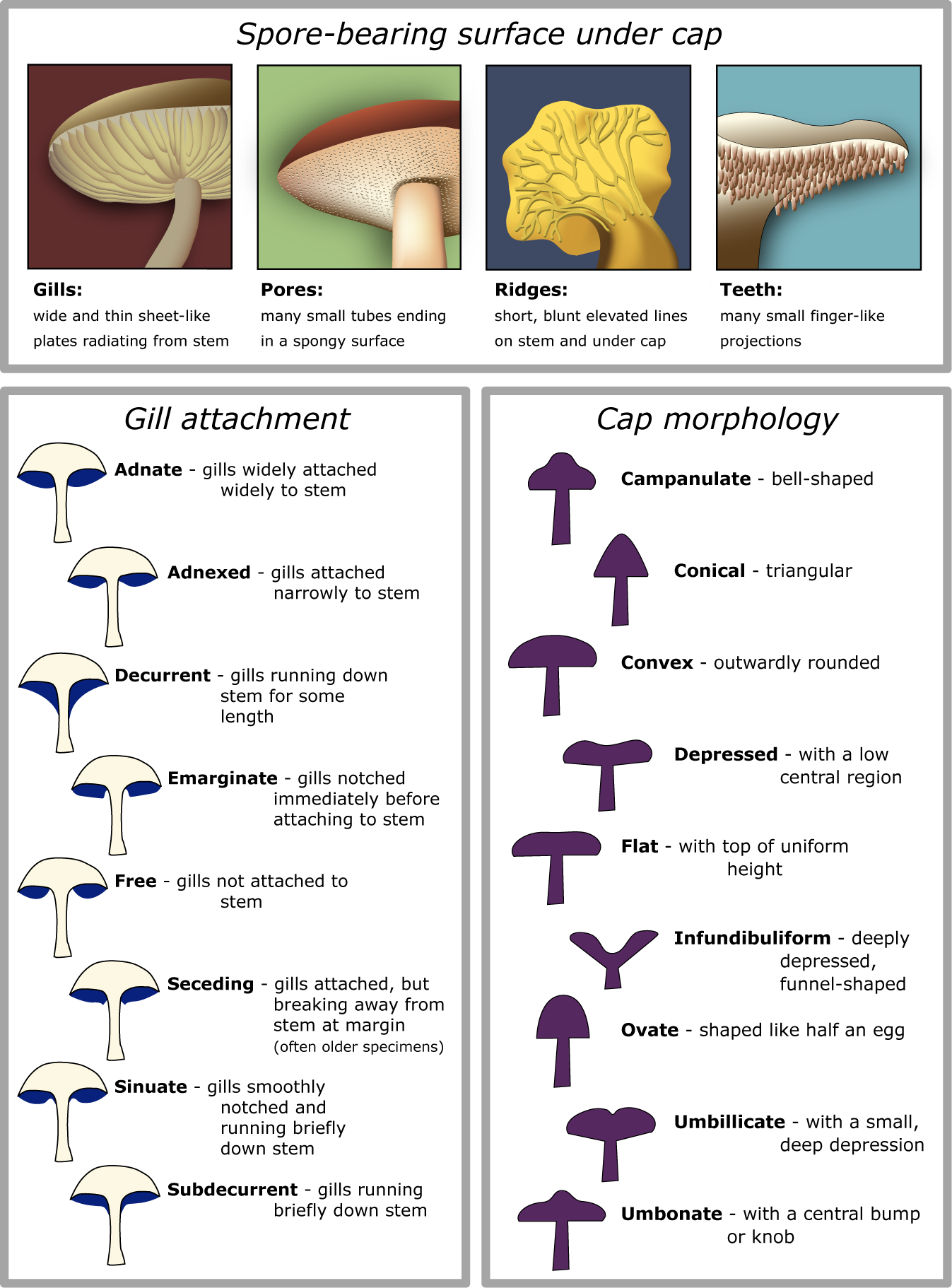
انواع کلاهک‌های قارچ

قارچ چتری یا قارچ گوشتی نوعی سماروغ یا قارچ است که دارای هاگدان گوشتی اسپورزا در سطح بالایی خود است و عمدتاً بر روی زمین، خاک یا منابع مغذی می‌روید.
به نظر می‌رسد که بیشتر گونه‌های قارچ‌ها در طول شب، به سرعت رشد می‌کنند.